# Diablo II: Lord of Destruction
Diablo II: Lord of Destruction (LoD) je datadisk k RPG hře Diablo II od společnosti Blizzard Entertainment z roku 2001. Datadisk přinesl pokračování příběhu, dvě nové postavy, velké množství nových předmětů a nové typy předmětů, a vyšší obtížnost hry.

## Novinky
Zde je seznam změn oproti originálnímu Diablu II:
- Dvě nové hratelné postavy: Druid a Assassin (Vražedkyně)
- Nový pátý akt s novým akt bossem Baalem a šesticí questů. S tím souvisí jedno zcela nové prostředí.
- Místo v truhle na odkládání věcí bylo zdvojnásobeno.
- V inventáři má hráč dvě soupravy zbraně a štítu, které lze během boje měnit tlačítkem.
- Žoldnéři mohou nyní cestovat s hráčem do dalších aktů, být vyléčeni pomocí lahviček, mít vlastní zbroj a zbraň. Také dostávají vlastní zkušenosti a mohou být oživeni.
- Hru lze hrát nově v rozlišení 800×600 (původně pouze 640×480).
- Od verze 1.10 je možné hru pomocí jednoduchých nástrojů modifikovat. V dřívějších verzích to šlo také, ale pouze zkušenými moddery.

Datadisk přináší mnoho nových zbraní, výzbroje a předmětů:
- Runy, které mohou být umístěny do děr v některých předmětech, a poskytují rozdílné bonusy než drahokamy.
- Runy lze do předmětu poskládat v určitém pořadí a vzniknou tak runová slova. Ta dají předmětu velice silné vlastnosti.
- Jewely (klenoty) jsou podobně jako drahokamy a runy vložitelnými předměty, jež posílí předmět, do něhož byly vloženy. Vlastnosti jewelu jsou však na rozdíl od run a drahokamů náhodně vygenerované.
- Pomocí horadrimské kostky lze z magického předmětu, runy, drahokamu a klenotu tvořit zcela nový typ předmětů – tzv. crafty. Ty mají dvě až tři vlastnosti pevně dané a další dvě až čtyři se náhodně vygenerují.
- Pomocí horadrimské kostky a různých ingrediencí lze měnit vlastnosti předmětů. Tento proces úpravy se nazývá "Cubing".
- Éterické (nehmotné) předměty, které jsou silnější než normální verze, avšak mají sníženou životnost a nedají se opravit. Tato skutečnost se dá obejít, pokud máte éterický předmět s otvorem a vložíte do něj runu s vlastností "indestructible".
- Charmy jsou předměty v inventáři, které dávají hráči pasivní bonusy.
- Speciální předměty, jež smí nosit pouze daná postava (např. drápy pro assassinku, helmy pro barbara,...)
- Nové unikátní a sadové předměty (včetně sad pro každou postavu)

## Nové hratelné postavy

### Assassin
Klan vražedkyň byl založen jako tajná frakce anti-mágů, aby byla zajištěna bezpečnost v případě zneužití veliké moci východních kouzelníků ve prospěch zla. Za normálních okolností smrtelníci nemají o jejich praktikách ani tušení. Jejich schopnosti jsou založené především na bojových uměních, pastech a mentálních disciplínách. Magii využívají jen zřídka. Specialitou assassinek je používání kopů nebo drápů, které jsou speciálními zápěstními zbraněmi, s nimiž útočí s nesmírnou dravostí a rychlostí. Jejich síla není ani tak v zuřivosti, jako spíše v rychlosti a vychytralosti.

### Druid
Druid je velmi flexibilní povolání. Díky přeměnám dokáže bojovat jako medvěd, nebo jako vlkodlak. Také dokáže používat magii země, avšak jeho kouzla se nemohou rovnat s čarodějkou. Umí si rovněž, stejně jako nekromancer vyvolat armádu duchů zvířat, které ho doprovázejí a bojují za něj.

## Nové postavy zla (Démoni)

### Baal
Baal je prostřední bratr ze tří prvotních zlotvorů. Je znám také jako Pán Zkázy. Před dávnou dobou byl stejně jako Mephisto a Diablo vyhnán Nižšími zly z Pekel. Na zemi šířil svou moc do východních pouští u města Lut Gholein, kde ho však dostihli horadrimští mágové, v čele s arcimágem Tal Rashou. Střetli se v Údolí mágů, kde Pán Zkázy čekal na své pronásledovatele a sbíral moc k velké bitvě. Podle zápisků Jehreda Caina jako první zaútočil Baal a pozabíjel mnoho horadrimů. Baal bojoval s nelidskou zuřivostí, ale pevná víra Tal Rashy nakonec zlomila jeho moc a Baala srazil na kolena. To však nestačilo, neboť se Baalova duše mohla vtělit jinam a být ještě mocnější. Archanděl Tyrael mu proto dal k uvěznění démona duševín, ale Baalovi se povedlo kámen v bitvě rozbít na mnoho úlomků, jež sice byly i tak mocné, ale nedokázaly již udržet podstatu samotné Zkázy.
Tal Rashovi došlo, že již existuje jediná možnost, jak Baala uvěznit: do největšího úlomku a ten poté vrazit do vlastního těla, které démona udrží navěky. Horadrimové na to nejprve nechtěli přistoupit, ale po naléhání archanděla Tyraela vystavěli v údolí mágů sedm hrobek a do jedné z nich umístili obří kámen s vyrytými mocnými runami, které ještě více posílily kámen duše. Zde pohřbili Tal Rashu s Baalem zaživa. Baal postupně ovládl Tal Rashovo tělo, ale nebyl schopen dostat se ze svého vězení, zapečetěného Tyraelem. V temnotě čeká spoutaný na runový kámen dodnes, aby přišel někdo s mocí vysvobodit ho.